# Agnes Maria Huyn van Amstenrade

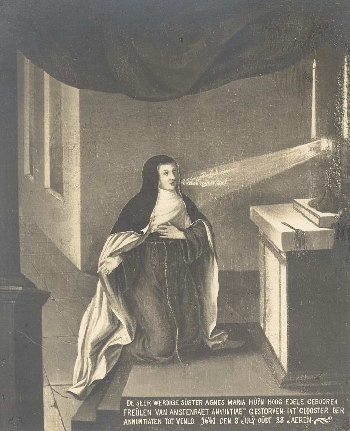
Agnes Maria Huyn van Amstenrade: kloosterlinge in Trans-Cedron te Venlo

Agnes Maria Huyn van Amstenrade (Amstenrade, 14 september 1614 – Venlo, 8 juli 1641), ook wel Agnes Maria gravin Huyn genoemd, dochter van Werner Huyn en Leyffardt von Lerodt, trad op 24 november 1626, als 12-jarige, toe tot het Annunciatenklooster Trans-Cedron te Venlo, waar ze op 26-jarige leeftijd overleed.
Er is een standbeeld van haar in Venlo, bij de Witte Kerk aan de Agnes Huijnstraat.

## Na haar overlijden
In 1643 opende men het graf van zuster Agnes Maria in de kloosterkapel om haar schedel als relikwie te vereren. In 1797, bij de Bataafse onteigening van het klooster, werd het restant van haar gebeente herbegraven in de naburige Kapel van Onze-Lieve-Vrouw van Genooi.

## Biografie
Er bestaat een biografie met als titel: Het ryck-deughdigh leven van de hoogh-edele gheboren maghet suster Agnes Maria Huyn van Amstenraedt, ende van eenighe andere, de welcke in eene uyt-nemende religieuse volmaecktheydt hebben uyt-gheschenen in de Kloosters van Venlo ende Loven der Orden van Onse Lieve Vrouwe, ghenoemt Annuntiaten. Met vele ghedenckweerdighe devote leeringhen, ende een korte aenwysinghe van een jarelyksche exercitie, dienende tot besonderen troost van alle zielen, die met oprechten iever, ende oodtmoedigheydt Godt soecken te dienen, seer nut ende profytigh voor alle staten (Brussel: Jacob van de Velde, 1673).

In dit boek, geschreven in de geest van de in die tijd heersende confessionele geloofsovertuiging, wordt de katholieke lijdensweg met de daarbij behorende verleidingen van boze demonen en de wonderlijke genezingen na gebeden te hebben gericht tot de reeds gestorven kloosterlinge beschreven. 
De eeuwenlange verering van zuster Agnes Maria leidde ertoe dat vanaf 1914 in Rome een proces tot haar zaligverklaring werd ingezet. Dit proces is echter na 1945 niet voortgezet.